# Çakırkaş, Kovancılar
Çakırkaş là một thị trấn thuộc huyện Kovancılar, tỉnh Elâzığ, Thổ Nhĩ Kỳ. Dân số thời điểm năm 2011 là 1.634 người.